# Segura (Tarragona)
Segura es una entidad de población española del municipio de Savallá del Condado, perteneciente a la provincia de Tarragona, en la comunidad autónoma de Cataluña.

## Historia
A mediados del siglo XIX, la aldea, que ya compartía ayuntamiento con Ceballá del Condado, tenía contabilizada una población de 29 habitantes. Aparece descrita en el decimocuarto volumen del Diccionario geográfico-estadístico-histórico de España y sus posesiones de Ultramar de Pascual Madoz de la siguiente manera:

SEGURA: ald. que forma ayunt. con Ceballá del Condado; corresponde hoy en lo jud. al part. de Cervera, prov. de Lérida, y en todo lo demas á la de Tarragona, en el part. de Montblanch, aud. terr. de Barcelona, dióc. de Vich. Aquellas dos pobl. y las de Cirera y Llorach, se hallan en la línea divisoria de las dos prov. citadas; fueron asignadas á la de Lérida en la última division territorial; mas por equivocacion ó por falta de celo, continuaron como pertenecientes á la de Tarragona, y olvidadas de la de Lérida; en 1841 advirtió este descuido el gefe político de esta última, y reclamó la segregacion de la de Tarragona, mas no habiendo accedido á ella la Diputacion provincial, resultó que durante algunos años, ambas prov. comprendian en el servicio de quintas á las citadas pobl., dejando su descubierto la de Lérida; lo cual ocasionó una consulta al Gobierno; mas como quiera que este no ha resuelto definitivamente, continúa la de Tarragona incluyéndolas en todos sus repartos, especto en los económicos, de modo que se consideran pertenecientes á esta prov. en el órden civil, y á la de Lérida en lo judicial y administrativo. La aldea de Segura ó Segur se halla sit. en la cima de una sierra, donde se estiende una considerable llanura; goza de buena ventilacion, y clima sano. Tiene 10 ó 12 casas, y una igl. parr. (Sta. Maria) servida por un cura de ingreso de provision real y ordinaria. El térm. confina N. Albió; E. Ceballá del Condado; S. Conesa, y O. Vallfogona. El terreno es de mala calidad, aunque alguna parte es de regadío. prod.: trigo, cebada, legumbres, patatas y poco vino; cria caza de conejos. pobl.: 9 vec., 29 alm. cap. prod.: 1.164,416 rs. imp.. 34,932.
(Madoz, 1849, pp. 152-153)

En 2023 la entidad singular de población del Barri de Segura tenía empadronados 22 habitantes.

## Patrimonio
En el lugar hay una iglesia bajo la advocación de Santa María.